# Aristolochia physodes
Aristolochia physodes är en piprankeväxtart som beskrevs av Ernst Heinrich Georg Ule. Aristolochia physodes ingår i släktet piprankor, och familjen piprankeväxter. Inga underarter finns listade i Catalogue of Life.